# Kim Staelens
Kim Sterken Staelens est une ancienne joueuse néerlandaise de volley-ball née le 7 janvier 1982 à Courtrai (Belgique). Elle mesure 1,82 m et jouait au poste de passeuse. Elle a totalisé 346 sélections en équipe des Pays-Bas. Elle a terminé sa carrière en september 2014. 

## Biographie
Son père Jean-Pierre Staelens est entraineur de volley-ball. Sa sœur ainée Chaïne Staelens est également ancienne joueuse de volley-ball.

## Clubs
| Club                    | De        | À         |
| ----------------------- | --------- | --------- |
| Hermanas Wervik         | 1992-1993 | 1995-1996 |
| VC Wevelgem             | 1996-1997 | 1996-1997 |
| VVC Vught               | 1997-1998 | 1997-1998 |
| VC Weert                | 1998-1999 | 1999-2000 |
| VC Marcq-en-Barœul      | 2000-2001 | 2000-2001 |
| USSP Albi Volley-Ball   | 2001-2002 | 2001-2002 |
| USC Münster             | 2002-2003 | 2003-2004 |
| Martinus Amstelveen     | 2005-2006 | 2007-2008 |
| Pallavolo Sirio Perugia | 2008-2009 | mai 2009  |
| Asystel Volley Novara   | jan 2010  | mai 2010  |
| VT Aurubis Hamburg      | 2011-2012 | 2011-2012 |
| Impel Wrocław           | oct 2012  | nov 2012  |
| CS Ştiinţa Bacău        | jan 2013  | 2013-2014 |

## Palmarès

### Équipe nationale
- Grand Prix mondial
  - Vainqueur : 2007.
- Championnat d'Europe
  - Finaliste : 2009.

### Clubs
- Championnat des Pays-Bas
  - Vainqueur : 2000, 2006, 2007, 2008.
  - Finaliste : 2005.
- Coupe des Pays-Bas
  - Vainqueur : 2000,2006, 2007, 2008.
- Supercoupe des Pays-Bas
  - Vainqueur : 2006, 2007.
- Championnat d'Allemagne
  - Vainqueur : 2004.
  - Finaliste : 2003.
- Coupe d'Allemagne
  - Vainqueur : 2004.
  - Finaliste : 2003.
- Championnat de Roumanie
  - Vainqueur : 2013, 2014.
- Coupe de Roumanie
  - Vainqueur : 2013, 2014.

### Distinctions individuelles
- Championnat du monde de volley-ball féminin des moins de 18 ans 1999: Meilleure passeuse.